# Ангел Деметриеску
Ангел Деметриеску (Александрија, Кнежевина Влашка, 5. октобар 1847 — Карлсбад (данас Карлове Вари), 18. јул 1903) био је румунски књижевник, историчар и дописни члан Румунске академије од 1902. године.